# 翰岭站
翰岭站是一个属于深圳地铁6号线的地铁车站，位于广东省深圳市福田区梅林街道梅东三路与梅东四路交叉路口以北，沿布龙路呈东西走向。
本站于2020年8月18日随深圳地铁6号线二期南延段一同正式启用。

## 车站结构
翰岭站为地下二层岛式车站，整体设置于梅观路和梅东三路之间的规划绿地内，整体平行于梅观路布置。

### 楼层
| 地面              | 车站出入口、自行车停车场、设备机房 | 车站出入口、自行车停车场、设备机房                                                                |
| 地下一层          | 车站站厅                           | 售票机、客服中心、车站艺术、车站控制室、设备机房                                                  |
| 地下二层          | 6号线站台                          | \| \| \| 6號線往松岗（梅林关） \| \| 島式 · 開左邊车门 \| \| \| \| \| \| 6號線往科学馆（银湖） \| |
|                   |                                    | 6號線往松岗（梅林关）                                                                             |
| 島式 · 開左邊车门 |                                    |                                                                                                   |
|                   |                                    | 6號線往科学馆（银湖）                                                                             |

### 出入口
翰岭站共设有两个出入口，其中B口设有无障碍电梯。
| 出口编号及设施                                          | 主出口图片 | 垂直电梯图片 | 建议前往的目的地                                                 |
| ------------------------------------------------------- | ---------- | ------------ | ---------------------------------------------------------------- |
| · 仅扶梯                                                |            | 不适用       | 梅东三路北侧（东） 翰岭院 半山御景                               |
| 出口 · A · 2 · 盲道标志 · 扶手电梯标志                  |            | 不适用       | 梅东三路北侧（东） 翰岭院 半山御景                               |
| · 坡道位于垂直电梯处                                    |            |              | 梅东三路北侧（东） 梅东四路东侧 深圳市福田区实验教育集团翰林学校 |
| 註： 設有 \| 設有 \| 設有 \| 設有扶手電梯 \| 設有洗手間 |            |              |                                                                  |

### 车站艺术
| 站厅 壁画                   |
| --------------------------- |
|                             |
| 《书香林苑》 艺术家：李路葵 |

## 历史

### 6号线规划与建设
本站在深圳地铁6号线第二期工程的早期规划发布时已随线路一同出现，以“翰岭站”的名义出现，与最终名称相同。
2015年7月23日，中铁工程设计咨询集团发布《深圳市城市轨道交通6号线南延线工程环境影响评价第一次公示》，其中包含本站，工程名为翰林站。
2016年1月10日，本站随深圳地铁6号线二期南延工程一同正式开工。
2016年11月23日，深圳市规划和国土资源委员会发布《深圳市轨道三期及三期调整相关线路站名规划》，并在2017年5月15日获通过。规划中本站改名为翰岭站。
2017年6月6日夜间至7日凌晨，深圳市人居环境委员会环境监察支队对深圳市内各夜间施工工地进行突击检查。在该次检查中，本站工地因噪声测量结果超出夜间施工时的许可值而被要求即时停工。该站施工方亦可能因此被处以人民币5万元罚款。
2018年9月9日，翰-银（翰岭站-银湖站）区间右线隧道顺利贯通，是全线最长的矿山法隧道区间，同为矿山法建设的左线于2018年10月12日贯通。本区间为全线首组贯通的双线区间。
2020年5月，该站被选为地铁6号线的安全评价热烟测试点，而该线亦通过了该测试。
2020年8月18日，本站随深圳地铁6号线一期一同正式启用。

## 接驳交通
翰岭站附近200m没有任何其他交通方式，只能通过步行前往。

## 相关图像
- 站厅
- 站台
- 站名书法字